# Sølvskatten fra Terslev
Sølvskatten fra Terslev er et depotfund fra vikingetiden, der består af 6,6 kg sølv. Den blev fundet i 1911 af to drenge, der gravede huller i en have i Terslev sydøst for Ringsted på Sjælland.
Skatten bestod af 1751 mønter og en række sølvgenstande som hals- og armringe, kæder, dragtsmykker og brudsølv. Derudover indeholdt det et drikkeservice bestående af fire bægre fra Norden samt en stor skål, som muligvis stammer fra Persien, og et fragment fra et alterfad med indskriften "..BATIS..".
Mange af mønterne var brudstykker. Der var 1708 arabiske dirhem fra Kufah i det nuværende Irak. Der var 28 hele og 15 brudstykker fra Europa; 10 fra England, tre fra Frankrig, 11 fra det tyske område og et fra Italien. Derudover var der 18 fra Danmark, hvoraf de otte var brudstykker fra Hedeby. De ældste mønter var slået i år 706 e.Kr, mens de yngste var fra 944.